# Hampsonidia
Craniophora là một chi bướm đêm thuộc họ Noctuidae.

## Hình ảnh

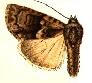
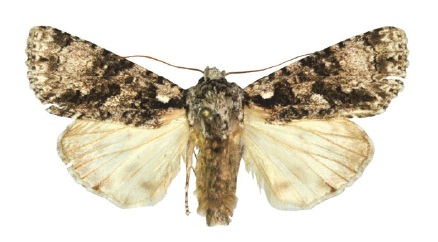
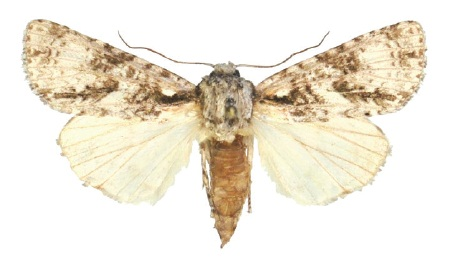
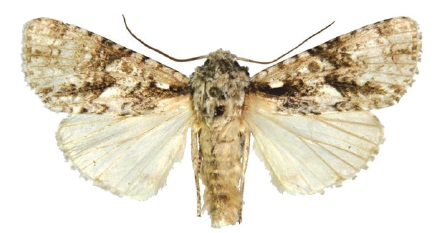